# Heiko Bonan
Heiko Bonan (ur. 10 lutego 1966 w Haldensleben) – piłkarz niemiecki grający na pozycji obrońcy lub pomocnika. W swojej karierze rozegrał 2 mecze w reprezentacji Niemieckiej Republiki Demokratycznej.

## Kariera klubowa
Swoją karierę piłkarską Bonan rozpoczął w klubie Medizin Haldensleben. W 1978 roku podjął treningi w 1. FC Magdeburg, a w 1983 roku awansował do kadry pierwszego zespołu Magdeburga. 17 grudnia 1983 zadebiutował w Oberlidze w zremisowanym 1:1 domowym meczu z FC Karl-Marx-Stadt. W sezonie 1984/1985 stał się podstawowym zawodnikiem Magdeburga. W klubie tym występował do końca sezonu 1988/1989.
Latem 1989 roku Bonan przeszedł do Dynama Berlin. Swój debiut w Dynamie zanotował 12 sierpnia 1989 w zremisowanym 2:2 domowym meczu z Rot-Weiß Erfurt, w którym strzelił dwa gole. W Dynamie grał do zjednoczenia Niemiec, czyli do 1991 roku.
W 1991 roku Bonan zmienił klub i przeszedł do VfL Bochum. W Bochum swój debiut zaliczył 2 sierpnia 1991 w zremisowanym 2:2 domowym spotkaniu z 1. FC Köln. W debiucie strzelił gola. W Bochum grał przez dwa sezony.
W 1993 roku Bonan przeszedł do Karlsruher SC. W Karlsruher zadebiutował 6 sierpnia 1993 w przegranym 1:2 wyjazdowym meczu z Borussią Dortmund. W zespole z Karlsruhe spędził dwa lata.
W 1995 roku Bonan został zawodnikiem grającego w Regionallidze, FC Gütersloh. W sezonie 1995/1996 awansował z nim do 2. Bundesligi. W latach 1997–2000 grał w LR Ahlen, a w sezonie 2000/2001 był zawodnikiem SV Wilhelmshaven. W latach 2001–2004 występował w Rot-Weiss Essen, a swoją karierę zakończył w 2005 roku jako zawodnik FC Gütersloh.
| Sezon   | Klub             | Kraj   | Rozgrywki     | Mecze | Bramki |
| ------- | ---------------- | ------ | ------------- | ----- | ------ |
| 1983/84 | 1. FC Magdeburg  | NRD    | DDR-Oberliga  | 5     | 0      |
| 1984/85 | 1. FC Magdeburg  | NRD    | DDR-Oberliga  | 24    | 2      |
| 1985/86 | 1. FC Magdeburg  | NRD    | DDR-Oberliga  | 23    | 1      |
| 1986/87 | 1. FC Magdeburg  | NRD    | DDR-Oberliga  | 17    | 2      |
| 1987/88 | 1. FC Magdeburg  | NRD    | DDR-Oberliga  | 24    | 4      |
| 1988/89 | 1. FC Magdeburg  | NRD    | DDR-Oberliga  | 26    | 5      |
| 1989/90 | Dynamo Berlin    | NRD    | DDR-Oberliga  | 25    | 1      |
| 1990/91 | Dynamo Berlin    | NRD    | NOFV-Oberliga | 26    | 4      |
| 1991/92 | VfL Bochum       | Niemcy | Bundesliga    | 38    | 4      |
| 1992/93 | VfL Bochum       | Niemcy | Bundesliga    | 31    | 2      |
| 1993/94 | Karlsruher SC    | Niemcy | Bundesliga    | 26    | 2      |
| 1994/95 | Karlsruher SC    | Niemcy | Bundesliga    | 27    | 4      |
| 1995/96 | FC Gütersloh     | Niemcy | Regionalliga  | 31    | 8      |
| 1996/97 | FC Gütersloh     | Niemcy | 2. Bundesliga | 28    | 4      |
| 1997/98 | LR Ahlen         | Niemcy | Regionalliga  | 30    | 5      |
| 1998/99 | LR Ahlen         | Niemcy | Regionalliga  | 27    | 3      |
| 1999/00 | LR Ahlen         | Niemcy | Regionalliga  | 30    | 4      |
| 2000/01 | SV Wilhelmshaven | Niemcy | Regionalliga  | 35    | 3      |
| 2001/02 | Rot-Weiss Essen  | Niemcy | Regionalliga  | 34    | 2      |
| 2002/03 | Rot-Weiss Essen  | Niemcy | Regionalliga  | 32    | 2      |
| 2003/04 | Rot-Weiss Essen  | Niemcy | Regionalliga  | 25    | 0      |
| 2004/05 | FC Gütersloh     | Niemcy | Oberliga      | 32    | 2      |

## Kariera reprezentacyjna
W reprezentacji Niemieckiej Republiki Demokratycznej Bonan zadebiutował 13 lutego 1989 roku w wygranym 4:0 towarzyskim meczu z Egiptem, rozegranym w Kairze. 12 lutego 1990 roku rozegrał swój drugi i ostatni mecz w kadrze, wygrany 2:0 z Belgią. Był to zarazem ostatni mecz w historii reprezentacji Niemieckiej Republiki Demokratycznej.
| Mecze i gole w reprezentacji | Mecze i gole w reprezentacji | Mecze i gole w reprezentacji | Mecze i gole w reprezentacji | Mecze i gole w reprezentacji | Mecze i gole w reprezentacji | Mecze i gole w reprezentacji |
| #                            | Data                         | Stadion                      | Rywal                        | Wynik                        | Gol                          | Rozgrywki                    |
| 1989                         | 1989                         | 1989                         | 1989                         | 1989                         | 1989                         | 1989                         |
| ---------------------------- | ---------------------------- | ---------------------------- | ---------------------------- | ---------------------------- | ---------------------------- | ---------------------------- |
| 1.                           | 13.02.1989                   | Kair, Egipt                  | Egipt                        | 4:0                          | 0                            | towarzyski                   |
| 1990                         |                              |                              |                              |                              |                              |                              |
| 2.                           | 12.09.1990                   | Bruksela, Belgia             | Belgia                       | 2:0                          | 0                            | towarzyski                   |